# Пенсакола (залив)
Пенсакола (на английски: Pensacola) е залив, разположен в северозападната част на щата Флорида, Съединените американски щати.
Заливът, част от Мексиканския залив се намира в окръзите Ескамбия и Санта Роса, в непосредствена близост до град Пенсакола, Флорида. Заливът е около 13 мили (21 км) на дължина и 2,5 мили (4 км) в ширина.
Залива Пенсакола е образуван и защитен от полуостров Файърпойнт и бариерния остров Санта Роса. Мостът Пенсакола Бей пресича залива и свързва Пенсакола с Гълф Брийз в западния край на полуострова. Националното крайбрежие Гълф Айлъндс обхваща остров Санта Роса и част от залива. През залива минава крайбрежния воден път. Заливът Пенсакола е свързан със залива Ескамбия на север. Протокът Пенсакола свързва залива с Мексиканския залив.

## История
След войната от 1812 г. федералното правителство решава да подсили Пенсакола и Пенсакола Бей. През 1828 г. е построена военноморска корабостроителница западно от града в Уорингтън. През 1834 г. в западната част на Санта Роса Айлънд е построен Форт Пикънс. През 1839 г. е построен и Форт Макрий и е завършена цялостна реконструкция и разширяване на Форт Баранкас през 1844 г.

## Нефтен разлив
След големият разлив на петрол в Мексиканския залив през 2010 г., правителството планира да затвори прохода Пенсакола с плаваща бариерна система през юни 2010 г., за да се контролира навлизането на петрол от Мексиканския залив. Приливите предизвикват постоянно навлизане на замърсени с петрол води в залива. Тази бариерна система е проектирана да позволява на корабите да пътуват през залива Пенсакола и да се затваря по време на прилив.
Този план за изграждане на бариерна система не влиза в действие и замърсените с петрол води от Мексиканския залив навлизат в залива Пенсакола.
|  | Тази страница частично или изцяло представлява превод на страницата Pensacola Bay в Уикипедия на английски. Оригиналният текст, както и този превод, са защитени от Лиценза „Криейтив Комънс – Признание – Споделяне на споделеното“, а за съдържание, създадено преди юни 2009 година – от Лиценза за свободна документация на ГНУ. Прегледайте историята на редакциите на оригиналната страница, както и на преводната страница, за да видите списъка на съавторите. ВАЖНО: Този шаблон се отнася единствено до авторските права върху съдържанието на статията. Добавянето му не отменя изискването да се посочват конкретни източници на твърденията, които да бъдат благонадеждни. |